# Византийски монетни дворове
Това е списък на монетните дворове във Византия (подредбата е по азбучен ред на византийските имена на градовете):
| Местонахождение       | Години                                           | Знаци                             | Бележки | Монети                                                      |
| --------------------- | ------------------------------------------------ | --------------------------------- | --- | ----------------------------------------------------------- |
| Адрианопол            | 1354 – 1356                                      |                                   | По времето на Матей Кантакузин. По всяка вероятност продължава да действа в Димотика |                                                             |
| Александрета          | 609 – 610                                        | ΑΛΕΞΑΝΔ                           | Действа по време на войните на Ираклий и Фока | Ираклий I. Солид                                            |
| Александрия           | до 330 – след 475 525 – 646                      | ΑΛΕΞ ΑΛΞΟΒ                        | Действа от времето на управлението на Диоклециан до времето на Зенон като монетен двор на египетския диоцеза. Възстановен около 525 г. и работи до арабското завоюване на Александрия и Египет. |                                                             |
| Антиохия              | до 330 – след 475 512 – 610                      | ΑΝ ΑΝΤΙΚ ΑΝΤΧ THEUP THEUPO ΘVΠOΛS | Работи от времето на Диоклециан до времето на Зенон като монетен двор на източния диоцез.. Възстановен при Анастасий I. Прекръстен на Теополиски (на гръцки: Θεούπολις, Град на Бога) след земетресението през 526 г.. След 610 г. функциите на антиохийския двор преминават в Йерусалимския.                                               | Констанций I Хлор. Аргентиус, ок. 295 г.                    |
| Арта                  | около 1204 – 1271                                |                                   | Монетен двор на Епирското деспотство. Точното местонахождение му е все още неизвестно, но със сигурност той се е намирал около Арта в Амбракия – в столицата. | Теодор Комнин. Скифата                                      |
| Картаген              | 533 – около 695                                  | CAR KAR KART CT CRTG KRTG         | Основан от Диоклециан, но скоро бил преместен в Остия Антика.. В Картаген, след превземането му от вандалите и аланите, бил основан нов монетен двор, но след отвоюването му от византийците продължава да функционира до 695 г., когато съществува вече реална опасност от арабско завоюване на Картаген. През 695 г. се мести в Сардиния. | Домиций Александър. Фолис                                   |
| Картахена             | около 560 – 624                                  |                                   | Действа в южна Испания, докато не е завоювана от вестготите. |                                                             |
| Катания               | около 582 – 629                                  | CAT                               | | Монета в 40 нумии от Катания, аверс                         |
| Херсонес              | VI в. края на IX – началото на XI век            | ΧΕΡCWΝΟC ΧΕΡCΟΝΟC                 | Действа при управлението на Юстиниан I, след това на Маврикий, а после и по времето на Василий I и Василий II | Маврикий. Фолис                                             |
| Констанция (Кипър)    | 610 около 626 – 629                              | ΚΥΠΡΟV ΚΥΠΡΕ KYΠΡ CΠΡ             | Действа по времето на Ираклий с оглед покриването на военните разходи. | Ираклий. Солид                                              |
| Константина (Нумидия) | 540/541 — 592/593                                | CON                               | Действа периодически, като монетите отсечени в него като цяло са малко. |                                                             |
| Константинопол        | 330 – 1204 1261 – 1453                           | CON CONOB CONOS COB               | Действа през цялото време на съществуването на Византийската империя, с изключение на периода когато монетния двор е във владение на Латинската империя. | Юстин I. Тремис                                             |
| Кизик                 | 518 – 629                                        | KYZ KY                            | При Диоклециан е монетен двор на азиатския диоцез.. Възстановен при Анастасий I и работи с неголеми прекъсвания до края на персийско-византийските войни. | Византийски фолис от Кизик, реверс                          |
| Исаврия               | 617/618 — 618/619                                | ISAYR                             | Създаден за покриване на разходите в персийско-византийските войни. През 617 г. е преместен в Силифке и скоро след това е затворен поради опасността за превземането му от страна на персите. |                                                             |
| Йерусалим             | 608 – 614/615                                    | ΙΠ ΙΧ IEΡOCO XC NIKA              | Правопримник на монетния двор в Антиохия. Работи до превземането на Йерусалим от Сасанидите. |                                                             |
| Маниса                | 1214 – 1261                                      |                                   | Главен монетен двор на Никейската империя след преместването на никейския двор в Магнезия. | Михаил VIII Палеолог.                                       |
| Неапол                | около 661 – 830 – 840                            | NE                                | Действа от времето на Константин IV Погонат до това на Теофил. |                                                             |
| Никея                 | около 1208 – 1214                                |                                   | Главен монетен двор на Никейската империя, който обаче се мести в Магнезия (Маниса) едно поради близостта до латинските владения, и друго заради близостта на Маниса до любимата резиденция на никейските императори – Нимфея. По време на османската империя Маниса е традиционно място на резидиране на османските престолонаследници.    |                                                             |
| Никомидия             | 498 – 627                                        | NIK NIKO NIC NIKM NIKOMI NI       | Утвърден от Диоклециан като монетен двор на понтийския диоцез.. Работи до края на V век, след което е отново отворен от Анастасий I и функционира до 627 г. с неголеми прекъсвания заради персийско-византийските войни. | Византийски фолис от Никомидия, реверс. Примерен за VI век. |
| Никозия               | 1184 – 1191                                      |                                   | Главен монетен двор на Исак Комнин (император на Кипър). | Византийски монети от Никозия                               |
| Перуджа               | 552/553                                          | P                                 | Съществуването му е само хипотетично. |                                                             |
| Филаделфия            | 1188 – 1189 XIV в.                               | ΦΛΔΦ                              | Первите монети са отсечени през краткия период на узурпация на Теодор Мангафас.. През XIV век дейността му е възобновена предвид обстоятелството че Филаделфия е последния византийски анклав всред османските владения в Мала Азия. Продължава да сече монети до превземането на Филаделфия в 1390 г.                                      |                                                             |
| Филипопол             | само няколко години от 1092 г.                   |                                   | Работи през първите години от паричната реформа на Алексий I Комнин. Византийски монети се секат в Пловдив само няколко години след 1092 г. при управлението на Алексий I Комнин, явно и с оглед на това че първия от Комнините – Мануил Еротик Комнин е родом от околностите на града.                                                     | Алексий I Комнин. Скифата биаспра                           |
| Равена                | около 540 – края на VIII в.                      | RAV RA RAB RAVEN RAVENNA          | Затворен след превземането на Равенския екзархат (584—751) от Лангобардското кралство. | Юстин II. Полсиликва                                        |
| Родос                 | 1232 – 1248                                      |                                   | Занимава се със сечене на монети на правителството на Родос и Додеканезите – Лъв Габалас и Йоан Галабас. |                                                             |
| Рим                   | 540 – 750                                        | ROM ROMA ROMOB                    | Формално действа до 751 г., докато Рим не излиза от контрола на Византия, но реално съществува почти автономно от VII век. | Лъв III (Византийска империя). Солид                        |
| Салона                | около 535                                        |                                   | Действа при управлението на Юстиниан I. |                                                             |
| Сардиния              | 695 – след 717                                   | S                                 | Работи в правоприемство на предходния картагенски в Каляри. Дейността му е прекратена при управлението на Лъв III. |                                                             |
| Селевкия              | 615 – 616                                        | SELISU SEL                        | Създаден за покриване на разходите в персийско-византийските войни. През 617 г. се мести в Исаврия. |                                                             |
| Сиракуза              | след 643/644 — 878                               | SECILIA CVΡΑΚΟVCI                 | Действа до превземането на града от арабите. До утвърждаването му на остров Сицилия циркулирали византийски монети сечени в Константинопол. | Михаил I Рангаве. Фолис                                     |
| Тива                  | втората половина на XII в.                       |                                   | Местонахождението му е спорно. Монетният двор сече полутетартерони за тема Елада и Пелопонес. Относно местоположението му съществуват хипотези, че е в Коринт или Атина. Действа от управлението на Мануил I Комнин до началото на управлението на Исаак II Ангел.                                                                          |                                                             |
| Солун                 | 330 – 629/630 края на XI – средата на XIV в.     | TES ΘΕC ΘΕS THESSOB TESOB THSOB   | Действа по времето на Диоклециан. Първо е монетен двор на диоцез Мизия, след това на диоцез Македония и преторианска префектура Илирик. Дейността му е възстановена от Алексий I Комнин. В годините 1204—1224 е монетен двор на Солунското кралство. Последните отсечени монети се датирани от 1387 г.                                      | Констанций Гал. Солид                                       |
| Трапезунд             | края на XI – средата на XII в. около 1230 – 1461 |                                   | Основан от семейство Габрас, управители на Халдия.. От управлението на Андроник I Гид е монетен двор на Трапезундската империя. | Мануил I Велики Комнин. Аспра                               |